# O Século do Ego
O Século do Ego é uma série documental da televisão britânica produzido em 2002 por Adam Curtis. Seu enfoque é sobre como o trabalho de Sigmund Freud, Anna Freud, e Edward Bernays influenciaram na maneira que as empresas e governos tem analisado, lidado, e controlado pessoas.

## Episódios
1. "Máquinas de Felicidade" (17 de março de 2002)[2]
2. "Engenharia do Consentimento" (24 de março de 2002)[3]
3. "Há um Policial Dentro das Nossas Cabeças: Ele Precisa Ser Destruído" (31 de março de 2002)[4]
4. "Oito Pessoas Bebendo Vinho" (7 de abril de 2002)[5]

## Sinopse
Sigmund Freud, o fundador da psicanálise, mudou a percepção da mente humana e seu funcionamento. A série descreve a propaganda que os governos ocidentais e corporações têm criado a partir das apropriações das teorias de Freud.
Freud é discutido, assim com seu sobrinho Edward Bernays, que fora o primeiro a utilizar técnicas psicológicas em relações públicas. Filha de Freud, Ana Freud, pioneira da psicologia infantil, é mencionada na segunda parte, e na terceira como sendo uma das principais oponentes das teorias de seu pai e de Wilhelm Reich.
Ao longo destes temas gerais, o Século do Ego faz perguntas mais profundas sobre as raízes dos métodos do consumismo moderno, da democracia representativa e da mercantilização e suas implicações. Ele também questiona a maneira moderna de enxergarmos a nós mesmos, as atitudes que tomamos em relação à moda e superficialidade.
O mundo dos negócios e político usam técnicas psicológicas para ler, criar e preencher os desejos do público, afim de tornar seus produtos ou discursos tão agradáveis quanto possível para os consumidores e cidadãos. Curtis levanta a questão das intenções e raízes deste fato. Onde, uma vez que o processo político era sobre o envolvimento do racional, de mentes conscientes, bem como para conciliar os desejos e necessidades como uma sociedade, o documentário mostra que com o emprego dessas táticas da psicanálise, políticos começaram a apelar para a irracionalidade e impulsos primitivos, acabando por todos aparentarem possuir pouca influência em questões fora de um estreito viez de auto-interesse ao se valer de uma população de consumidores.
As palavras de Paul Mazur, um importante banqueiro de Wall Street que trabalha para o grupo Lehman Brothers, são citadas: "Temos que mudar a América de uma cultura de necessidades para uma cultura de desejos. As pessoas devem ser treinadas a desejar, querer coisas novas, mesmo antes dos antigos serem totalmente consumidos. [...] os desejos do Homem deve ofuscar suas necessidades".
No Episódio 4 os principais temas são Philip Gould e Matthew Freud, o bisneto de Sigmund, consultor de Relações Públicas. Eles eram parte dos esforços durante os anos noventa para trazer os democratas aos EUA e New Labour no Reino Unido de volta ao poder. Adam Curtis explora os métodos psicológicos que eles têm agora introduzido maciçamente na política. Ele também argumenta que o resultado final se parece muito com visão de Edward Bernays para o "Democracity" durante a Feira Mundial de Nova York em 1939.